# 圣阿维-莱盖斯皮耶尔
圣阿维-莱盖斯皮耶尔（法語：Saint-Avit-les-Guespières）是法国厄尔-卢瓦尔省的一个市镇，属于沙托丹区（Châteaudun）伊利耶孔布赖县（Illiers-Combray）。该市镇总面积12.64平方公里，2009年时的人口为327人。

## 人口
圣阿维-莱盖斯皮耶尔人口变化图示